# Рудых, Василий Михайлович
Василий Михайлович Рудых (25 июля 1923 — 11 января 1996) ― советский и российский хозяйственный и общественный деятель, краевед, литератор, почётный гражданин города Братска (1995). Секретарь Горкома КПСС города Братска (1955-1958). Участник Великой Отечественной войны. 

## Биография
Родился Василий Михайлович 25 июля 1923 года в Сибири, на берегах реки Лена.
С 1932 года и на протяжении всей жизни Рудых был связан с городом Братском, где он проживал и работал. В 1930-х годах он стал пионером, активистом, ещё тогда села Братск, участник 1 слета отличников учебы Иркутской области.
Трудовую деятельность он начал электромонтером в посёлке Заярск. 
В 1942 году был призван в Красную армию и направлен на фронт. Участник Великой Отечественной войны. В боях получил ранение и контузию. После возвращения с фронта, вернулся в Заярск. 
Стал работать в тресте «Золототранс», затем в райкоме комсомола, позже в редакции газеты «Красное знамя».
С 1955 по 1958 годы работал в должности секретаря Братского РК КПСС. В 1958 году избран депутатом Братского городского Совета депутатов трудящихся и стал выполнять обязанности заместителя председателя горисполкома.
С марта 1963 года по 1969 год работал в должности первого заместителя председателя горисполкома Братска. Выполнял работу по зоне затопления и подготовке ложа водохранилища Братской ГЭС. 
С 1969 года и до последних дней своей жизни Василий Михайлович трудился на Братском алюминиевом заводе. В 1981 году по инициативе Рудых был основан музей Братского алюминиевого завода. Сам стал активным работником музея.
Активно увлекался литературным краеведением, был руководителем городского общества краеведов. Автор многих книг о Братске.
В 1995 году в честь 40-летия города за личный вклад в строительство и развитие города был удостоен звания "Почётный гражданин города Братска".
Умер 11 января 1996 года.

## Награды и звания
- Орден Отечественной войны II степени,
- Орден Знак Почёта,
- Медаль За победу над Германией в Великой Отечественной войне 1941-1945 гг.
- другие медали,
- Почётный гражданин города Братска (1995).